# پیمان خازنی
پیمان خازنی، آهنگساز، نوازندهٔ تار و موسیقیدان ایرانی است.

## زندگی‌نامه
پیمان خازنی در تهران و در خانواده‌ای هنری متولد شد. او از پنج سالگی در مرکز حفظ و اشاعهٔ موسیقی ایران به نواختن سه تار مشغول شد و از هفت سالگی تار نواختن را آغاز نمود. در سن هشت سالگی نزد کیوان ساکت نوازندگی را ادامه داد و از یازده سالگی فعالیت ارکستر نوازی خود را آغاز کرد. وی در این سال‌ها از محضر اساتیدی چون امیر اسلامی، هنگامه اخوان، رامین بهنا، فرهاد فخرالدینی، نادر مشایخی بهره جست و همچنین تحصیلات خود را در رشته مردم‌شناسی و آهنگسازی به پایان رساند.

## فعالیت هنری
نخستین آلبوم پیمان خازنی با نام شوخی اثری تلفیقی از تار و پیانو بود که در سال ۱۳۸۷ منتشر شد. آلبوم دوم وی چکاوک نام داشت که با صدای محسن شاهرودی و حضور (محمد صالح علا) منتشر شد. پس از آن آلبوم سیه چشم با صدای (علی رستمیان) و دو آلبوم با نامهای پریچهره و فکر و فریاد با صدای سینا سرلک و آهنگسازی وی منتشر شد. او همچنین دو آلبوم فکر و فریاد
و پریچهره را منتشر کرده‌است. آلبوم دیگر او «بر من گذشت» است که محمد خاتمی رئیس‌جمهور پیشین بر ان یادداشتی نوشت.
آلبوم به یاد من باش با صدای سالار عقیلی یکی دیگر از آثار این آهنگساز است که در سال ۱۳۹۲منتشر شد.
پیمان خازنی همچنین آهنگ‌سازی آلبوم موسیقی که با صدای حسین علیشاپور با «یاد برنامهٔ گلها» ضبط می‌شود را بر عهده دارد.
در نوروز ۱۳۹۵ پیمان خازنی از سوی یونسکو به هندوستان دعوت شد تا به عنوان یک موسیقیدان ایرانی برای مراسم نوروز در دهلی نو موسیقی اجرا کند. او همچنین در یک همکاری با علی شمس، منظومهٔ هفت پیکر حکیم نظامی گنجوی را در قالب یک پرفورمنس با هفت دستگاه موسیقی ردیف دستگاهی اجرا کرد. او در این اجرا پیوند فرش ایرانی و موسیقی و ادبیات را محور کار خویش قرار داده‌است.  وی در سال ۱۳۹۶ از آلبوم همهمهٔ کاشی‌ها با مقدمه‌ای از نادر مشایخی رونمایی کرد.

## آلبوم‌ها
- هشوخی - دو نوازی تار و پیانو ۱۳۸۷
- چکاوک - با صدای محسن شاهرودی و دکلمه محمد صالح علا ۱۳۸۸[۱۴]
- سیه چشم - با صدای علی رستمیان ۱۳۸۸
- پریچهره - با صدای سینا سرلک ۱۳۸۸
- فکر و فریاد - باصدای سینا سرلک ۱۳۸۹
- بیاد من باش - با صدای سالار عقیلی ۱۳۹۲
- کجاست خانه باد - با دکلمه الهام پاوه نژاد ۱۳۹۳
- تو را ای کهن بوم و بر دوست دارم - با صدای نوشین طافی و محسن کرامتی ۱۳۹۳
- همهمهٔ کاشی‌ها - تکنوازی تار ۱۳۹۶
- اینکه دلتنگ توام... - با صدای سالار عقیلی ۱۳۹۹[۱۵]

## موسیقی فیلم
- آهنگسازی موسیقی فیلم ابراهیم در آتش[۱۶]
- آهنگسازی موسیقی فیلم مرز پرگهر
- آهنگسازی موسیقی فیلم پیرنیا؛ باغبان گل‌ها[۱۷]
- آهنگسازی موسیقی فیلم رام کردن ماهی سرکش[۱۷]
- آهنگسازی موسیقی سریال چرخ فلک[۱۸]
- آهنگسازی فیلم سینمایی زعفرانیه ۱۴ تیر[۱۹]
- آهنگسازی فیلم سینمایی آلرژی [۲۰]
- آهنگسازی سریال تلویزیونی وارش[۲۱][۲۲]

## کنسرت نمایش

### کنسرت پرفورمنس تار و دیوار
پیمان خازنی، پس از انتشار آلبوم هم‌همه کاشی‌ها، تصمیم گرفت آن را با شکلی متفاوت روی صحنه ببرد. برای این کار رضا موسوی به عنوان کارگردان با وی همکاری کرد. این پرفرمنس برخلاف اصل اثر که تکنوازی تار است، به صورت ارکسترال کوچک روی صحنه رفت. عناصری چون دکور، طراحی صحنه، طراحی نور، پروژکشن، انیمیشن، عروسک گردانی، رقصنده، طراحی لباس و رفتاری متفاوت در آداب صحنه، ویژگی‌های این اجرا بودند.
به گفته وی «تار و دیوار یک برخورد استعاری است با جهان پیرامون‌مان و اعتراضی به محدودیت‌ها و مصنوعیت‌هایی که ما با برای هنر خود به وجود می‌آوریم. در واقع تار و دیوار ادامه نگاه هنرمند به مفهوم آزادی در خلق اثر هنری است».
این پرفورمنس برای نخستین بار ۲۳ تیرماه ۱۳۹۶ در تالار رودکی با حضور چهره‌های سرشناس هنری و نمایندگان کشور استرالیا و کرواسی روی صحنه رفت.

### کنسرت نمایش کافه عاشقی
نمایش «کافه عاشقی» با آهنگسازی پیمان خازنی جزو نمایش‌هایی است که خازنی در آن موسیقی و نمایش را بار دیگر کنار هم تجربه کرده است. این نمایش روایتگر حدیث و روایتی نو از داستان کهن عشق بود. 

### کنسرت نمایش ناکجا آباد
کنسرت-نمایش «ناکجا آباد»  اثری از پیمان خازنی است، البته نه فقط در مقام آهنگساز، بلکه به‌عنوان مدیر تهیه و تولید این اثر. این کنسرت-نمایش در پاییز ۱۴۰۲ در تماشاخانه ملک روی صحنه رفت. داستان «ناکجا آباد» برگرفته از ادبیات عامیانه است و قصه‌ای عاشقانه را روایت می‌کند. 

### کنسرت نمایش مجنون آن لیلی
پیمان خازنی در اولین تجربه کارگردانی خود مجنون آن لیلی را در اولین سری به مدت سی و چهار شب به روایت رشید کاکاوند به روی صحنه برد. مجنون آن لیلی اثری تحسین شده و با فروش صد در صدی مواجه شد و بر روی آن بزرگانی چون پروفسور ناظرزاده کرمانی نقد مثبت داشتند و این اثر را ایجاد یک ژانر جدید در تاریخ نمایشی ایران نامیدند. جزو نمایش‌هایی است که خازنی در آن موسیقی و نمایش را بار دیگر کنار هم تجربه کرده است. این نمایش روایتگر حدیث و روایتی نو از داستان کهن عشق بود. 
کنسرت نمایش لیلای بی مجنون
خنیا نمایش  پیمان خازنی بر روی 
« لیلی و مجنون نظامی گنجوی پس از 
۱۰۰ شب اجرای موفق به کار خود پایان داد
که بزرگانی چون ناظرزاده کرمانی و احمد مسجد جامعی  بصورت جداگانه یاداشت 
هایی در مورد آن در رسانه ها منتشر کردند

## جوایز
پیمان خازنی برنده تندیس جشنواره، دیپلم افتخار و جایزه اول موسیقی در جشنواره سراسری تئاتر ماه سال ۱۳۹۰ بود.

## فعالیت‌های بین‌المللی
پیمان خازنی همچنین به جز موسیقی ایرانی و زبان فارسی تجربهٔ کار در موسیقی عربی را نیز داراست. ایشان در حال کار بر روی موسیقی آلبوم «جاء الرحیل» هستند که بر اساس اشعاری از فاروق جویده شاعر معاصر مصری با صدای هیثم نور خواننده عرب‌زبان بر مبنای موسیقی ارکسترال ایرانی- عربی در حال تولید است.
پیمان خازنی در نوروز ۱۳۹۵ به دعوت سازمان یونسکو به عنوان نماینده فرهنگی ایران در دهلی نو به روی صحنه رفت او همچنین «پرفورمنس هفت پیکر؛ هفت تابلو فرش منظوم به روایت موسیقی کلاسیک ایران» را در فیلارمونیکا رومانو اجرا کرد. 
در خرداد ۱۳۹۷، پیمان خازنی، طرح پژوهشی- تحقیقاتی میان رشته‌ای در شهر کلن آلمان به روی صحنه برد. این طرح ترکیبی از موسیقی دستگاهی و رشته شهرسازی (به همراه پژوهشگر حوزه شهر، آستیاژ ضیایی) بود که در قالب قطعاتی با الهام از فضاهای شهری تاریخی و شاخص ایران آهنگسازی شده بود. 
پیمان خازنی پروژه فرهنگی «خسرو و شیرین» را به زبان فارسی در روسیه تولید و اجرا خواهد کرد.

## انصراف از همکاری باارکستر ملی ایران
وی که عهده‌دار بخش موسیقی پروژه «زنمرد» بود، به دلیل عدم تفاهم لازم با کارگردان موسیقی نمایش از ادامه همکاری با این اثر انصراف داد. این اثر قرار بود در تیر ماه ۹۶ با همکاری ارکستر ملی ایران به رهبری فریدون شهبازیان به روی صحنه برود که هرگز اینگونه نشد.

## اولین همکاریعلیرضا قربانیو پیمان خازنی در «خانه آبی»
به نقل از خبرگزاری مهر «خانه آبی» یک اثر متفاوت در کارنامه هنری علیرضا قربانی است که بر اساس ایده ای از رضا موسوی و آهنگسازی پیمان خازنی در اسفند ۹۶ منتشر شده‌است.
پیمان خازنی دومین همکاری خود با علیرضا قربانی در تیتراژ فیلم سینمایی "زعفرانیه ۱۴ تیر" را بر اساس شعری از محمدعلی بهمنی به پایان رساند که در نوبت اکران است. 

## آلبوم تو را ای کهن بوم و بر دوست دارم
یکی از آلبوم‌های جنجال‌برانگیز دههٔ ۹۰؛ «آلبوم تورا ای کهن بوم وبر دوست دارم» با صدای نوشین طافی و محسن کرامتی و آهنگ‌سازی پیمان خازنی بوده‌است. موضوع، تک‌خوانی زنان بود. در آن هنگام بسیاری از شخصیت‌های هنری و سیاسی و دینی به آن واکنش نشان دادند. این آلبوم باعث شد تا بحث تک‌خوانی زنان به‌طور گسترده مطرح شود و موافقان و مخالفان آن به اظهار نظر بپردازند.